# Maren Spliids
Maren Spliids, född cirka 1600, död 1641, var en dansk affärskvinna som avrättades för häxeri i Ribe år 1641. Hon var den kanske mest kända av de många personer som avrättades för häxeri i Danmark. 

## Biografi
Maren Spliids var inte någon typisk häxa, eftersom hon inte, som de flesta häxor i just Danmark, var fattig, utan en välbärgad borgare i staden Ribe på Jylland, en del av Danmark där det hölls många häxprocesser; mellan 1609 och 1687 avrättades 494 personer för trolldom i just Jylland. 
Hon var gift med skräddarmästare Lauriz Spliids, som var mycket framgångsrik i sitt yrke, och själv drev hon ett värdshus i en byggnad hennes man ägde. Hon beskrivs som en självsäker person som ofta råkade i gräl med folk. 

### Första gången
Sommaren 1636 drabbades Marens mans yrkesrival, den inte lika framgångsrike skräddaren Didrik, av en "mararitt" under natten, tillfällig stumhet och krampanfall. Året efter spydde han ut ett "levande väsen", en slags klump, som han tyckte rörde sig. Grannarna trodde han var förhäxad, och det blev offentliga böner i kyrkorna. Didrik själv började sprida rykten om att det var Maren som var orsaken; på grund av hennes ställning vågade han inte anklaga henne direkt, då det var möjligt för en häxa att bli frikänd om hon fick tillräckligt med folk som svor på hennes oskuld, och därför började han underminera hennes rykte.
År 1637 anklagade han Maren öppet för trolldom. Han påstod, att tre häxor hade kommit till honom på natten; två av dem var okända för honom, men den tredje var Maren. Häxorna hade hållit fast honom, och Maren hade öppnat hans mun och blåst honom i halsen. Dagen efter hade han spytt upp den märkliga kräkklumpen, som nu visades fram för alla. Biskop och prästerskap inspekterade klumpen och fällde utslaget att den inte var naturlig utan en trollklump. Maren kallades till rätten, men hennes make stod vid hennes sida, vilket inte var vanligt för anklagade häxor, och han lyckades få henne frikänd.

### Andra gången
Didrik samlade då ihop vittnen och gick direkt till landets högste domare, kung Kristian IV, under vars regeringsperiod det brändes flest häxor i Danmark, och lade 1639 fram sin sak för kungen. Han påpekade att häxor skadade både landets krig och hem. Kungen gav order om att Maren skulle inställa sig för att försvara sig och att hon skulle skaffa 15 respekterade borgare att svära henne fri. Maren lyckades inte samla ihop så många karaktärsvittnen, och därför blev hon 1640 dömd som skyldig till svartkonst av första instansen, men sedan frikänd av Ribes högre rätt. 
Saken kom nu inför Danmarks högsta domstol, där kungen var domare. Kungen lät föra Maren till Köpenhamn och tortera henne, trots att dansk lag förbjöd att en fånge torterades innan hon blivit dömd. Tortyren fick henne att erkänna att hon var en häxa och ange ett helt kompani häxor, bland annat en kvinna som kallades Kröbbel-Anna. 
Domen löd: 
"För att Maren Spliids personligen och här för rätten såväl som i tidigare bekännelser, att hon använt trollkonster, och därmed bevisligen har missbrukat den heliga nattvardens sakrament, befinner vi henne som en trollkvinna, att på liv lida eld och bål".
I Danmark, till skillnad från i Sverige, brändes nämligen häxor levande.    
Dagen efter domen avrättades Maren på Galgbacken utanför Ribe. Det hade kommit så mycket folk för att titta på att prästen knappt kunde ta sig fram till henne. Hon fick en halv flaska öl att styrka sig med och en påse krut bundet på ryggen för att döden skulle komma snabbare. Därefter blev hon bunden vid en stege, och stegen restes och vältes in i bålet.  
Maren Spliids angav under tortyr sammanlagt fjorton kvinnor som sina medbrottslingar; 13 av dem blev så småningom frikända, men Anne Thomasdatter avrättades 1641 och angav i sin tur Niels Portner.
Jylland var en del av Danmark där särskilt många häxor avrättades; från 1572 utbröt många häxprocesser, av vilka flera av dem i just Ribe. Den sista häxan i Ribe var Anna Bruds, som avrättades 1652; efter detta år började de danska häxprocesserna stanna av, även om den sista häxan i Danmark, Anne Palles, inte avrättades förrän 1693.